# Matouš Pelikán
Matouš Pelikán (* 6. března 1982 Olomouc) je český právník a politik, od roku 2014 zastupitel Olomouce a v letech 2018 až 2022 náměstek olomouckého primátora Miroslava Žbánka, v letech 2022 až 2024 a opět od roku 2025 zastupitel Olomouckého kraje.

## Život
Narodil se v březnu 1982 v Olomouci. Absolvoval Gymnázium Olomouc-Hejčín a poté studium na Právnické fakultě Univerzity Palackého. Několik let byl advokátním koncipientem než v březnu 2011 složil advokátské zkoušky a stal se samostatným advokátem. Jako externí právník spolupracuje mj. s Charitou Olomouc.
Žije v Olomouci, konkrétně v její městské části Nová Ulice.

### Politické působení
V politice se poprvé angažoval, když kandidoval jako nestraník na 7. místě kandidátní listiny KDU-ČSL v komunálních volbách v roce 2002 do zastupitelstva Olomouce. Nebyl zvolen, stal se šestým náhradníkem. V roce 2006 se stal členem KDU-ČSL. V komunálních volbách v roce 2006 poté opět neúspěšně na stejnou funkci kandidoval z 2. místa kandidátní listiny, tentokrát již jako člen strany. Stal se ale prvním náhradníkem. V krajských volbách v roce 2008 neúspěšně kandidoval z 9. místa kandidátní listiny KDU-ČSL v Olomouckém kraji a stal se čtvrtým náhradníkem. V komunálních volbách v roce 2010 poté opět kandidoval z 2. místa kandidátky KDU-ČSL, ale opět skončil jen jako první náhradník. V krajských volbách v roce 2012 opět neúspěšně kandidoval na funkci krajského zastupitele.
První úspěch ve své politické kariéře zaznamenal v komunálních volbách v roce 2014, ve kterých kandidoval na 3. místě kandidátní listiny strany do olomouckého zastupitelstva. V krajských volbách v roce 2016 však jako kandidát subjektu Koalice pro Olomoucký kraj společně se starosty (tj. KDU-ČSL a Zelení) úspěšný nebyl. Ve sněmovních volbách v roce 2017 pak neúspěšně kandidoval ze 4. místa kandidátní listiny KDU-ČSL v Olomouckém kraji. Stal se ale třetím náhradníkem. V komunálních volbách v roce 2018 pak z 2. místa kandidátky KDU-ČSL obhájil mandát zastupitele města Olomouce. Po těchto volbách se navíc stal náměstkem primátora města Miroslava Žbánka.
V krajských volbách v roce 2020 neúspěšně kandidoval z 11. místa kandidátky subjektu Spojenci - Koalice pro Olomoucký kraj (KDU-ČSL, TOP 09, Strana zelených, ProOlomouc), stal se nicméně prvním náhradníkem. Vzhledem k angažmá Mariana Jurečky ve vládě Petra Fialy a jeho rezignaci na funkci krajského zastupitele v lednu 2022 se Pelikán v únoru téhož roku stal jeho nástupcem v krajském zastupitelstvu. V komunálních volbách v roce 2022 následně obhájil funkci zastupitele města, když kandidoval na 5. místě kandidátky SPOLU jako nominant KDU-ČSL. V roce 2022 však Pelikán skončil ve funkci náměstka primátora.
V krajských volbách v roce 2024 opět kandidoval na funkci krajského zastupitele, tentokrát za subjekt Spojenci24 s vámi (KDU-ČSL, TOP 09, Strana zelených, Nestraníci). I v tomto případě nebyl zvolen, ale stejně jako před čtyřmi lety se stal prvním náhradníkem. Již na začátku roku 2025 však rezignoval na funkci krajského zastupitele Pelikánův kolega Jan Šafařík, kterého tak Pelikán ve funkci krajského zastupitele nahradil.
Během své kariéry působil mj. v dozorčí radě Dopravního podniku města Olomouce. V rámci strany působil jako člen předsednictva jejího krajského výboru.